# Латинские переводы XII века

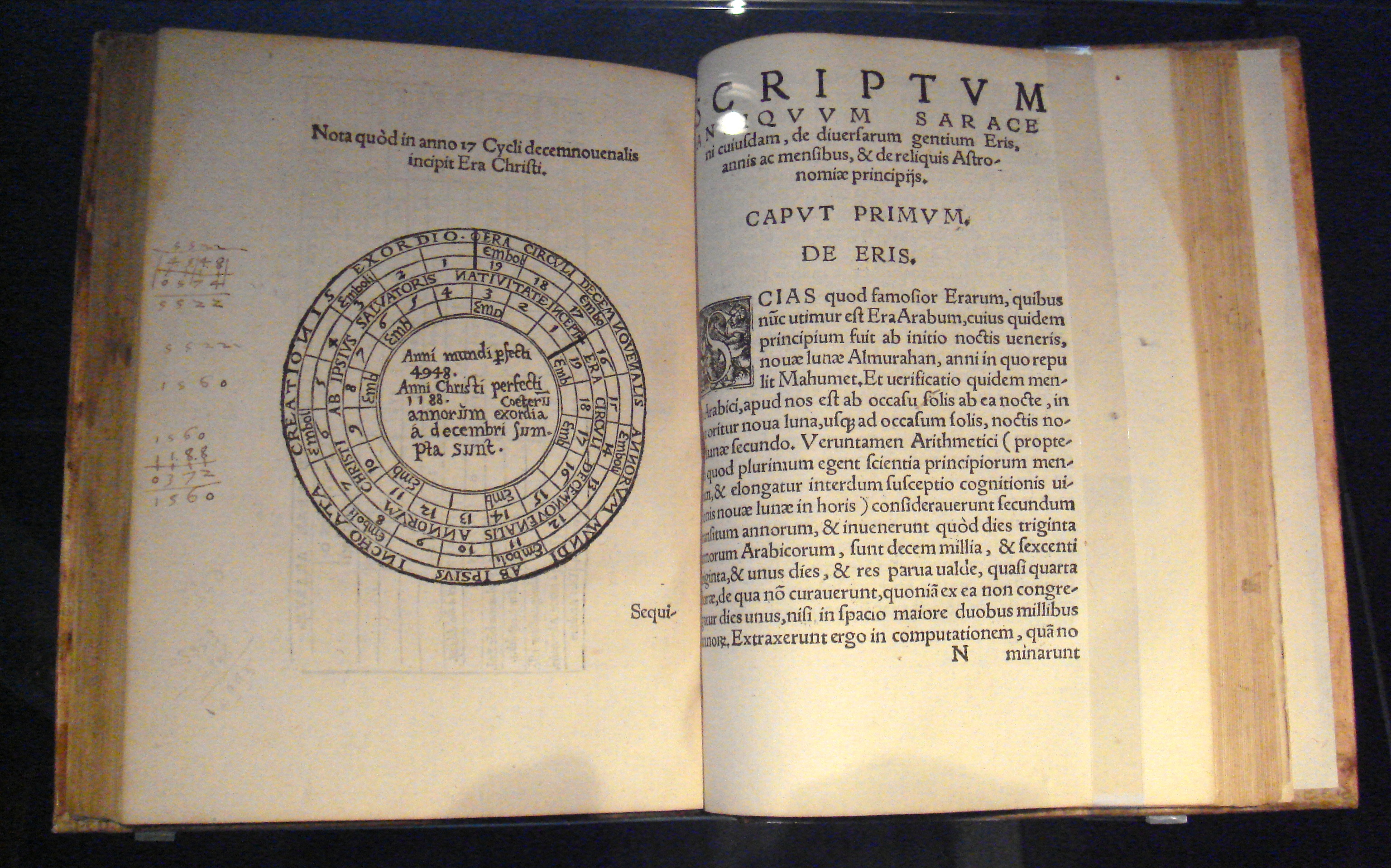
De Iudiciis Natiuitatum аль-Хайята был переведён на латынь Платоном из Тиволи в 1136 году, а затем Иоанном Севильским в 1153 году. Здесь изображено нюрнбергское издание перевода Иоанна Севильского, 1546 год.

Латинские переводы XII века — один из процессов культурного развития Европы периода Высокого Средневековья, получивших обобщённое наименование «Возрождение XII века». Многочисленные переводы на латинский язык трудов античных, арабских и еврейских авторов позволили тогдашним европейским учёным получить доступ к знаниям, которые не были известны им в период Раннего Средневековья, в том числе в области медицины, математики, философии, алхимии и других наук. Кроме того, на латынь переводили некоторые произведения арабской художественной и религиозной литературы.

## Общая характеристика
Латинские переводы XII века стали результатом поисков европейскими учёными новых источников знаний, недоступных в Западной Европе в то время; их поиски привели их в районы южной Европы, особенно центральной Испании и Сицилии, которые недавно попали под христианское правление после их завоевания в конце XI века. Ранее эти районы в течение длительного времени находились под мусульманским правлением, и все ещё имели значительное арабоязычное население. Сочетание накопленных мусульманами знаний, значительного числа арабоговорящих учёных и новых христианских правителей сделали эти области привлекательными, а также культурно и политически доступными для латинских учёных.
Типичный пример — история Герарда Кремонского (ок. 1114-87), который, как говорят, перебрался в Толедо после его завоевания христианами в 1085 году, потому что он
достиг знания каждой части [философии] согласно учению латинян, тем не менее, из-за своего интереса к «Альмагесту» и не найдя его среди латинян, он проделал свой путь в Толедо, где увидел обилие книг на арабском языке по всем предметам и пожалел бедность, которую он испытал среди латинян касательно этих предметов, и из-за своего желания переводить, он тщательно выучил арабский язык …
В то время как в эпоху Средневековья мусульмане были заняты переводом и добавлением своих собственных размышлений к плодам греческой философии, латинский Запад с подозрением относился к языческим идеям. Святой Иероним, например, был враждебен к Аристотелю, а Святой Августин мало интересовался изучением философии, ограничиваясь применением логики к богословию. На протяжении веков греческие идеи не изучались в Западной Европе. Только в нескольких монастырях были греческие труды, и лишь совсем немногие копировали эти произведения.
Был короткий период возрождения, когда англосаксонский монах Алкуин и другие вновь оживили некоторые греческие идеи во время Каролингского Ренессанса. Однако после смерти Карла Великого интеллектуальная жизнь снова пришла в упадок. За исключением нескольких человек, пропагандирующих Боэция, таких как Герберт Орийский, философская мысль в Европе развивалась мало в течение двух последующих столетий. Однако к XII веку начала развиваться схоластическая мысль, что привело к росту числа университетов по всей Европе. Эти университеты собрали то малое, что из греческой мысли было сохранено на протяжении веков, в том числе комментарии Боэция к Аристотелю. Они также служили местом обсуждения новых идей, поступающих из новых переводов с арабского языка по всей Европе.
К XII веку европейский страх перед исламом как военной угрозой несколько уменьшился. Толедо в Испании выпал из рук арабов в 1085 году, Сицилия в 1091 году и Иерусалим в 1099 году. Поскольку эти области на языковых границах были заселены арабскими, греческими и латиноязычными народами на протяжении веков и в них жили носители всех этих языков и культур, они оказались благодатной почвой для переводчиков. Небольшое и необразованное население королевств Крестоносцев мало способствовало усилиям переводчиков, пока Четвёртый крестовый поход не привёл к захвату большей части Византийской империи. Сицилия, всё ещё в основном говорящая по-гречески, была более продуктивной; она была под властью византийцев, арабов и итальянцев, и многие из них свободно говорили на греческом, арабском и латыни. Сицилийцы, однако, были менее подвержены влиянию арабов, и вместо этого они больше известны своими переводами непосредственно с греческого на латынь. Испания, с другой стороны, была идеальным местом для перевода с арабского на латынь из-за сочетания богатых соседствующих друг с другом латинской и арабской культур.
В отличие от эпохи Возрождения, для которой был характерен интерес к литературе и истории классической античности, переводчики XII века искали главным образом новые научные, философские и, в меньшей степени, религиозные тексты. Интерес к религии проявлялся в переводах трудов отцов церкви на латынь, переводах еврейских учений с иврита и переводах Корана и других исламских религиозных текстов. Кроме того, на латынь переводили некоторые произведения арабской литературы.

## Переводчики в Италии
Незадолго до активного всплеска переводов в XII веке Константин Африканский, христианин из Карфагена, который изучал медицину в Египте и в конечном итоге стал монахом в монастыре Монте-Кассино в Италии, переводил медицинские работы с арабского языка. Многочисленные переводы Константина включали медицинскую энциклопедию Али ибн Аббаса аль-Маджуси «Полная книга медицинского искусства» («Liber Pantegni»), античные произведения Гиппократа и Галена, адаптированные арабскими врачами, и «Isagoge ad Tegni Galen» Хунайна ибн Исхака (Иоганния) и его племянника Хубайша ибн аль-Хасана. Другие медицинские работы, которые он перевёл, включают работы бен Соломона («Liber febribus», Liber de dietis universalibus et specialibus и «Liber de urinis»); психологический труд Исхака ибн Имрана «аль-Макала фи аль-Малихукия» («De melancolia»); и труды Ибн аль-Джаззара «De Gradibus», «Viaticum», «Liber de stomacho», «De elephantiasi», «De coitu» и «De oblivione».
Сицилия была частью Византийской империи до 878 года, находилась под контролем мусульман с 878 по 1060 годы и попала под норманнский контроль между 1060 и 1090 годами. Вследствие этого в норманнском королевстве Сицилия существовала трёхъязычная бюрократия, что делало её идеальным местом для переводов. Сицилия также поддерживала отношения с греческим Востоком, что позволяло обмениваться идеями и рукописями.

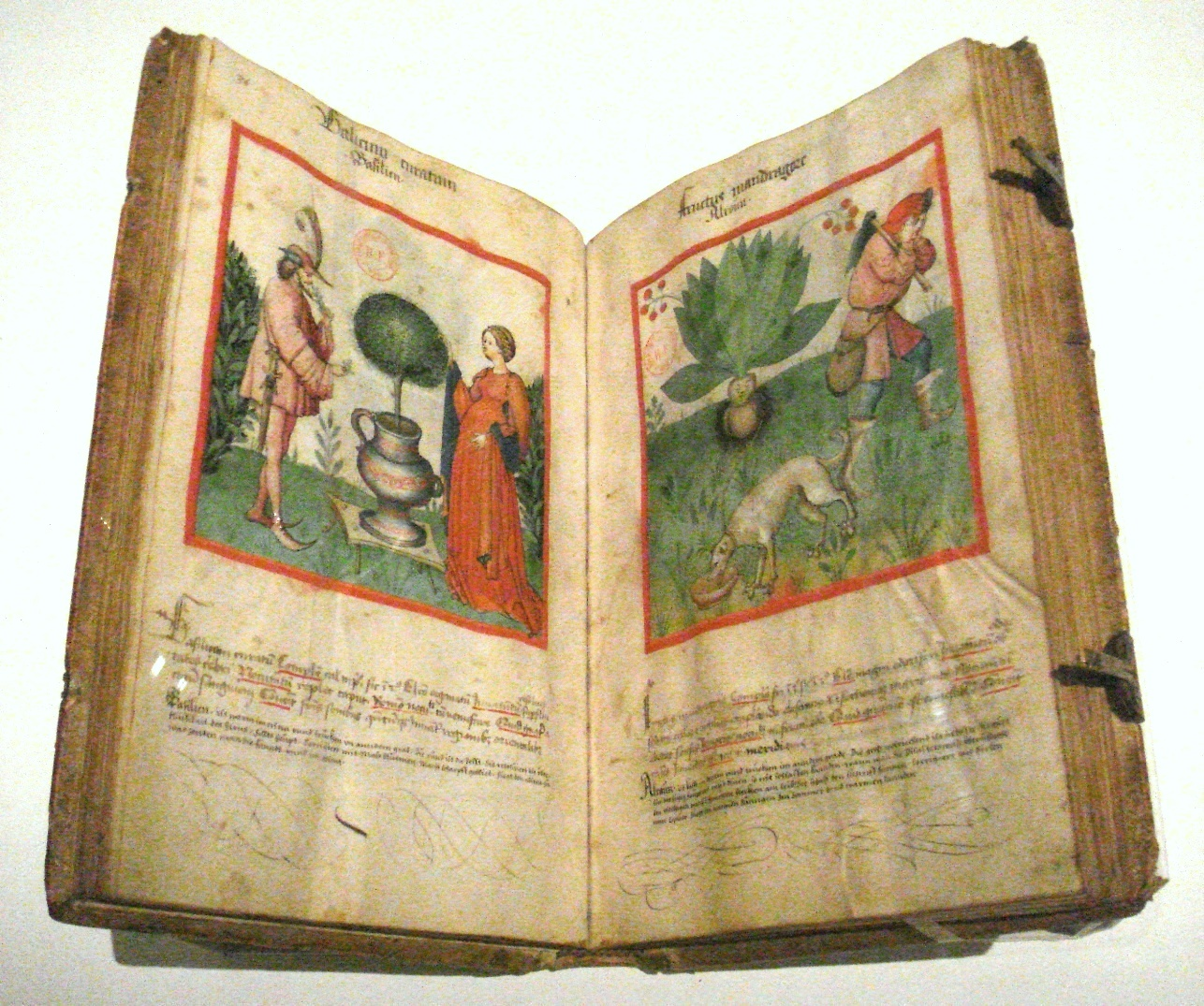
Tacuinum sanitatis Ибн Бутлана, Рейнская область, вторая половина XV века.

Копия «Альмагеста» Птолемея был доставлена на Сицилию Генрихом Аристиппом, как дар от императора королю Вильгельму I. Сам Аристипп перевёл платоновские «Мено» и «Федон» на латынь, но право поехать на Сицилию и перевести «Альмагест», а также несколько произведений Евклида с греческого на латынь было предоставлено анонимному студенту из Салерно. Хотя сицилийцы обычно переводили напрямую с греческого, в тех случаях, когда греческие тексты были недоступны, они переводили с арабского. Адмирал Евгений из Сицилии перевёл на латынь «Оптику» Птолемея, опираясь на свое знание всех трёх языков, использованных в её тексте. Переводы Аккурсиуса из Пистойи включали работы Галена и Хунайна ибн Исхака. Жерар из Саблонеты перевёл работу Авиценны “Канон медицины» и «Аль-Мансур» ар-Рази. Фибоначчи представил первый полный европейский отчет об индуистско-арабской системе счисления на основе арабских источников в своей «Liber Abaci» (1202). «Aforismi» Масавайи (лат. Mesue) были переведены анонимным переводчиком в конце XI или начале XII века в Италии.
Яков Венецианский, который, вероятно, провёл несколько лет в Константинополе, перевёл «Вторую аналитику» Аристотеля с греческого на латынь в середине XII века, сделав тем самым полный аристотелевский логический корпус «Органон» впервые доступным на латыни.
В XIII веке в Падуе Бонакоса перевёл медицинскую работу Аверроэса «Китаб аль-Куллийят» как «Colliget», а Иоанн Капуанский перевёл «Китаб ат-Тайсир» Ибн Зухра (Авензоара) как «Theisir». В XIII веке на Сицилии Фарадж бен Салим перевёл Аль-Хави Рази как «Liber continentis», а также «Tacuinum sanitatis» Ибн Бутлана. В том же XIII веке в Италии Симон из Генуи и Авраам Тортуенсис перевели «Ат-Тасриф» Альбукасиса как «Liber servitoris», «Congregatio sive liber de oculis» Алкоати (лат. Alcoati) и «Liber de simplicibus medicinis» Псевдо-Серапиона.

## Переводчики в Испании
Ещё в конце X века европейские учёные отправились учиться в Испанию. Наиболее заметным среди них был Герберт Орийский (позже папа Сильвестр II), который изучал математику в районе Испанской марки вокруг Барселоны. Однако переводы в Испании начались только после 1085 года, когда христиане отвоевали Толедо. Ранние переводчики в Испании уделяли большое внимание научным работам, особенно математике и астрономии; другой областью интереса были Коран и другие исламские тексты. Испанские коллекции рукописей включали в себя множество научных работ, написанных на арабском языке, поэтому переводчики работали почти исключительно с арабскими, а не с греческими текстами, часто в сотрудничестве с местным носителем арабского языка.
Покровителем одного из наиболее важных переводческих проектов был Пётр Достопочтенный, настоятель Клюни. В 1142 году он пригласил Роберта из Кеттона, Германа из Каринтии, Питера из Пуатье и мусульманина, известного только как «Мухаммед», чтобы создать первый латинский перевод Корана («Lex Mahumet pseudoprophete»).
Переводы выполнялись по всей Испании и в Провансе. Платон из Тиволи работал в Каталонии, Герман из Каринтии в Северной Испании и через Пиренеи в Лангедоке, Хьюго из Санталлы в Арагоне, Роберт из Кеттона в Наварре и Роберт из Честера в Сеговии. Важнейшим центром перевода была большая соборная библиотека Толедо.
Переводы Платона из Тиволи на латынь включают астрономическую и тригонометрическую работу аль-Баттани «De motu stellarum», Авраама бар-Хия «Liber Embadorum», Феодосия из Вифинии «Spherica» и Архимеда «Измерение круга». Переводы Роберта Честера на латынь включали «Алгебру» аль-Хорезми и астрономические таблицы (также содержащие тригонометрические таблицы). В числе переводов Авраама из Тортосы — работы Ибн Сараби (Серапион Младший) «De Simplicibus» и Альбукасиса «Ат-Тасриф» («Liber Servitoris»). В 1126 году на латынь был переведён «Большой Синдхинд» Мухаммада аль-Фазари (на основе санскритских сочинений «Сурья-сиддханта» и «Брахмаспутасиддханта» Брахмагупты).
В дополнение к философской и научной литературе еврейский писатель Педро Альфонсо перевёл на латынь сборник из 33 рассказов арабской литературы. Некоторые из сказок, на которые он опирался, были из «Панчатантры» и «Аравийских ночей», например, из цикла «Синдбад-мореход».

### Толедская школа переводчиков

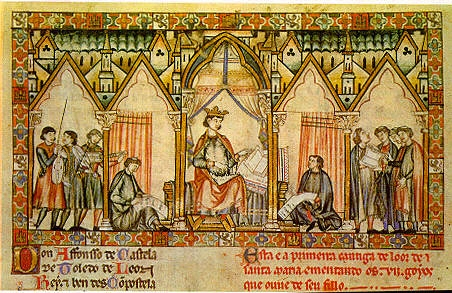
Король Альфонсо X (Мудрый)

Толедо, с большим количеством арабоговорящих христиан (мосарабов), был важным центром науки ещё с конца X века, когда европейские ученые отправились в Испанию для изучения дисциплин, которые не были доступны в остальной части Европы. Среди ранних переводчиков в Толедо был Авендавт (которого некоторые идентифицируют с Авраамом ибн Даудом), который переводил энциклопедию Авиценны «Китаб аш-Шифа» (Книга исцеления) в сотрудничестве с Домиником Гундиссалином, архидиаконом Куэльяра. Переводческая деятельность в Толедо иногда не совсем обосновано именуется «школой перевода», создавая тем самым ложное впечатление, что вокруг архиепископа Раймонда возникла формальная школа. Из всего множества переводов только один перевод Иоанна Севильского может быть однозначно связан с архиепископом. Более правильно было бы рассматривать Толедо как двуязычную среду, в которой местные условия были благоприятны для усилий по переводу, что делало его практичным и привлекательным местом для работы переводчиков. В результате многие переводчики работали в этом городе, и Толедо стал центром переводческой деятельности.
Усилия по переводу не были должным образом организованы, пока Толедо не был отвоеван христианскими силами в 1085 году. Раймонд Толедский начал первые переводческие работы в библиотеке собора Толедо, где он возглавлял команду переводчиков, в которую входили местные мосарабы, еврейские учёные, учителя медресе и монахи из ордена Клюни. Они работали над переводом многих произведений с арабского на кастильский, с кастильского на латинский или непосредственно с арабского на латинский или греческий, а также перевели важные тексты арабских и еврейских философов, которые архиепископ считал важными для понимания Аристотеля. В результате их деятельности собор стал центром переводов, известным как Escuela de Traductores de Toledo (Школа переводчиков Толедо), который по своим масштабам и значению не имел себе равных в истории западной культуры.

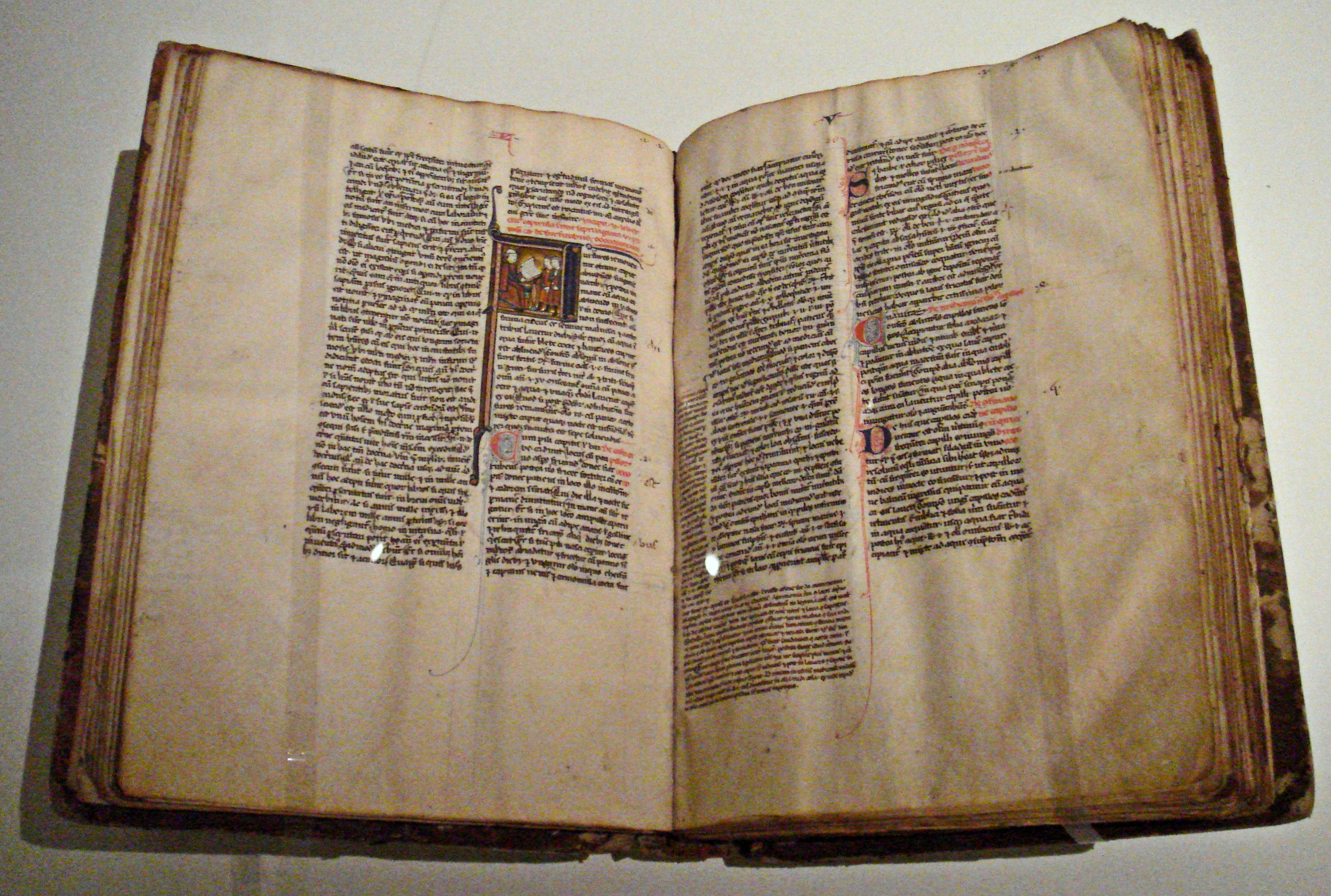
«Сборник медицинских трактатов» Ар-Рази, переведённый Герардом Кремонским, вторая половина XIII века.

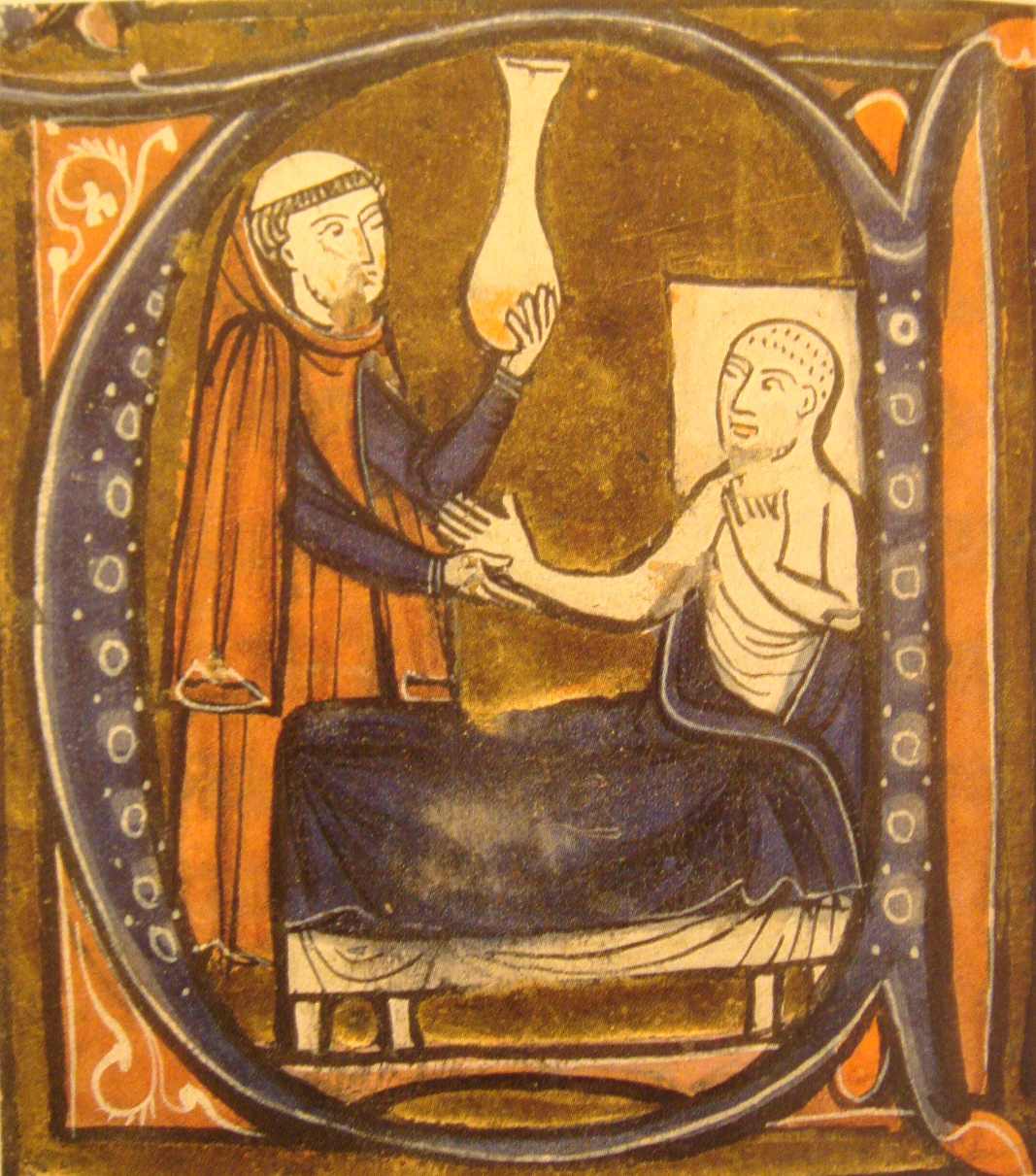
Изображение персидского врача Ар-Рази в книге Герарда Кремонского «Сборник медицинских трактатов» 1250—1260.

Наиболее продуктивными из толедских переводчиков были Герард из Кремоны, который перевел 87 книг, в том числе птолемеевский Альмагест, многие из работ Аристотеля (в том числе его Аналитики, Физику, О небе, О возникновении и уничтожении, Метеорологику), работы аль-Хорезми (О восполнении и противопоставлении), Архимеда (Измерение круга), Евклида (Начала), Джабир ибн Афлаха (Elementa Astronomica) Аль-Кинди (Об оптике), аль-Фаргани (Об элементах астрономии о небесных движениях»), аль-Фараби (О классификации наук), химические и медицинские труды ар-Рази, труды Сабита ибн Курры и Хунайна ибн Исхака и сочинения Аз-Заркали, Джабира ибн Афлаха, Бану Мусы, Абу Камила, Абу аль-Касима аль-Захрави и Ибн аль-Хайсама (но не включая Книгу оптики, потому что в каталоге произведений Герарда Кремонского нет этого названия, однако Риснер в своей компиляции Opticae Thesaurus Septem Libri включил в неё работу Витело и de Crepusculis, которую Риснер неправильно приписал Альхасену и которая была переведена Герардом Кремонским). Медицинские работы, которые перевёл Герард, включают Expositio ad Tegni Galeni Али ибн Ридвана; Practica, Brevarium medicine Юханны ибн Сарабиюна (Серапиона); De Gradibus Аль-Кинди; Liber ad Almansorem, Liber divisionum, Introductio in medicinam, De egritudinibus iuncturarum, Antidotarium and Practica puerorum ар-Рази; De elementis и De definitionibus Исаака Исраэли, Ат-Тасриф (Chirurgia) Альбукасиса; Канон врачебной науки (Liber Canonis) Авиценны; и Liber de medicamentis simplicus Ибн Вафида. В конце XII и начале XIII веков Марк из Толедо перевёл Коран (ещё раз) и различные медицинские труды. Он также перевёл медицинскую работу Хунайна ибн Исхака Liber isagogarum.
При Короле Кастилии Альфонсо X Толедо стал ещё более важным центром перевода. Добиваясь того, чтобы переведённый результат было «llanos de entender» («легко понять»), они достигли гораздо более широкой аудитории как в Испании, так и в других европейских странах, поскольку многие ученые из таких мест, как Италия, Германия, Англия или Нидерланды, переехавшие в Толедо для перевода медицинских, религиозных, классических и философских текстов, вернулись в свои страны с приобретёнными знаниями. Многие учёные были отобраны и наняты с очень высокой оплатой самим королем из других мест в Испании, таких как Севилья или Кордова, и из других стран, таких как Гасконь или Париж (Франция).
Майкл Скот (ок. 1175—1232) перевёл в 1217 году работу аль-Битруджи (Альпетрагия) «О движениях небес» и влиятельные комментарии Аверроэса к научным работам Аристотеля.

### Поздние переводчики
Давид Еврей (ок. 1228—1245) перевёл произведения ар-Рази на латынь. Переводы Арнольда из Виллановы (1235—1313) включают в себя работы Галена и Авиценны (в том числе его «Аль-Адвият ал калбия», или «De viribus cordis»), «De medicinis simplicibus» Абу с-Салта (Albuzali),.
В XIII веке в Португалии Жиль из Сантарема перевёл De secretis medicine и Aphorismi Rasis ар-Рази, и De secretis medicine Масавайи. В Мурсии Руфин из Александрии перевёл «Liber questionum medicinalium discentium in medicina» Хунайна ибн Исхака (Хунена), а Доминик Маррочин (Dominicus Marrochinus) перевёл «Epistola de cognitione infirmatum oculorum» Али аль-Астурлаби (Jesu Haly). В XIV веке в Лериде Джон Якоби перевёл медицинскую работу Алкоати (Alcoati) «Liber de la figura del uyl» на каталанский, а затем на латынь.
Виллем ван Мёрбеке (ок. 1215—1286), был плодотворным средневековым переводчиком философских, медицинских и научных текстов с греческого на латынь. Как предполагается, по просьбе Фомы Аквинского (исходный документ неясен), он предпринял полный перевод произведений Аристотеля или, в некоторых случаях, пересмотр существующих переводов. Он был первым переводчиком Политики (ок. 1260) с греческого на латынь. Причина запроса заключалась в том, что многие экземпляры Аристотеля на латыни, которые тогда находились в обращении, были произведены в Испании (см. Герард Кремонский). Предполагалось, что на эти более ранние переводы повлиял рационалист Аверроэс, которого подозревали в том, что он является источником философских и теологических ошибок, обнаруженных в более ранних переводах Аристотеля. Переводы Мербеке имеют долгую историю; они были уже стандартной классикой к XIV веку, когда Генрих Герводий (Henricus Hervodius) указал на их непреходящую ценность: они были буквальными (de verbo in verbo), верными духу Аристотеля и без изящества. Для некоторых переводов Виллема греческие тексты с тех пор исчезли: без него эти произведения были бы потеряны. Виллем также перевёл математические трактаты Герона Александрийского и Архимеда. Особенно важным был его перевод Первооснов теологии Прокла (сделанный в 1268 году), потому что Первоосновы — один из фундаментальных источников возрождённых неоплатонических философских течений XIII века. Коллекция Ватикана содержит экземпляр перевода величайшего эллинистического математика Архимеда, с комментариями Евтокия, который был сделан в 1269 году при папском дворе в Витербо и принадлежал самому Виллему. Виллем выполнил его на основе двух лучших греческих рукописей Архимеда, которые с тех пор исчезли.

## Другие европейские переводчики
Переводы Аделарда Батского (fl. 1116—1142) на латынь включали такие астрономические и тригонометрические работы аль-Хорезми, как Астрономические таблицы, и его арифметическую работу Liber ysagogarum Alchorismi, Введение в астрологию Абу Машара, а также евклидовы Начала. Аделард сотрудничал с другими учёными в Западной Англии, такими как Педро Альфонсо и Вальхер из Малверна, которые перевели и развили астрономические концепции, привезённые из Испании. Алгебра Абу Камила была также переведена на латынь в этот период, но переводчик работы неизвестен.
Переводы Альфреда из Сарешела (ок. 1200—1227) включают работы Николая Дамасского и Хунайна ибн Исхака. Переводы Антония Фрахенция Висентина (Antonius Frachentius Vicentinus) включают работы Ибн Сины (Авиценны). Переводы Арменгуада включают в себя произведения Авиценны, Ибн Рушда (Аверроэса), Хунайна ибн Исхака и Маймонида. Беренгарий Валентский перевёл произведения Абу аль-Касима аль-Захрави (Abulcasis). Дрогон (Азагонт) перевёл произведения аль-Кинди. Фаррагут (Фарадж бен Салам) перевёл произведения Хунайна ибн Исхака, Ибн Джазлы (Byngezla), Масавайи (Mesue) и ар-Рази (Rhazes). Переводы Андреаса Альфагуса Белненсиса включают в себя произведения Авиценны, Аверроэса, Серапиона, Аль-Кифти и Ибн аль-Байтара.
В XIII веке Монпелье, Профатий и Бернард Хонофреди перевели Китаб алагдия Ибн Зухра как De regimine sanitatis; а Арменгаудус Блазиус (Armengaudus Blasius) перевёл «Аль-Урюза», собрание медицинских сочинений Авиценны и Аверроэса, как Cantica cum commento.
Другие тексты, переведённые в этот период, включают в себя алхимические работы Джабира ибн Хайяна (Гебера), чьи трактаты стали стандартными текстами для европейских алхимиков. К ним относятся «Китаб аль-Кимья» (известная в Европе как «Книга о строении алхимии»), переведённая Робертом Честерским (1144); Китаб ас-Сабин, переведённый Герардом Кремонским (до 1187 г.). В этот же период была переведена «De Proprietatibus Elementorum», арабская работа по геологии, написанная Псевдо-Аристотелем. De consolatione medicanarum simplicum, Antidotarium, Grabadin Псевдо-Масавайи также была переведена на латынь анонимным переводчиком.

## Народные языки
В XII веке на юге Франции и в Италии многие арабские научные тексты были переведены на иврит. Во Франции и Италии были большие еврейские общины, в которых был мало известен арабский язык, и для освоения арабской науки требовались переводы. Перевод арабских текстов на иврит использовался переводчиками, такими как Профатий Иудей, как промежуточный этап между переводом с арабского на латынь. Эта практика наиболее широко использовалась с XIII до XVI веков.

## Список переводов
Неполный список переводов работ древнегреческих авторов, выполненных после 1100 года:
- Гиппократ и школа (V—IV вв. до н. э.)
  - Афоризмы: Бургундио из Пизы[англ.], с греческого, XII век
  - Разные работы: Герард Кремонский и другие, с арабского, Толедо, XII век
  - Вильем из Мёрбеке, с греческого, после 1260
- Аристотель (384—322 гг. до н. э.)
  - Вторая аналитика: две версии с греческого, XII век; с арабского, Толедо XII век
  - Метеорологика (Книга 4): Henricus Aristippus, с греческого, Сицилия, ок. 1156
  - Физика, De Generatione et Corruptione, Parva Naturalia, Метафизика (первые 4 книги), De Anima: с греческого, XII век
  - Метеорологика (книги 1-3), Физика, De Cælo et Mundo, De Generatione et Corruptione: Герард Кремонский, с арабского, Толедо, XII век
  - De Animalibus (Historia animalium, De partibus animalium, De generatione animalium): Майкл Скот, с арабского перевода IX века, Испания, ок. 1217-20
  - Неоконченные работы: Вильем из Мёрбеке, переводы с греческого, ок. 1260-71
- Евклид (ок. 330—260 до н. э.)
  - Начала (15 книг): Аделард Батский с арабского, ок. 1126; уточнил Джованни Кампано, ок. 1254
  - Optica иCatoptrica: с греческого, видимо Сицилия
- Аполлоний Пергский (III в. до н. э.)
  - Conica: видимо Герард Кремонский, с арабского, XII век
- Архимед (287—212 до н. э.)
  - De Mensura Circuli: Герард Кремонский, с арабского, Толедо, XII век
  - De Iis quæ in Humido Vehuntur (О плавающих телах): Вильем из Мёрбеке, с греческого 1269
- Диокл (II в. до н. э.)
  - De Speculis Comburentibus (О зажигательных зеркалах): Герард Кремонский, с арабского, Толедо, XII век
- Герон (I в. до н. э.?)
  - Pneumatica: с греческого, Сицилия, XII век
  - Catoptrica (в Средние века приписывалось Птолемею): Вильем из Мёрбеке, с греческого, после 1260
- Псевдо-Аристотель
  - Mechanica: с греческого, ранний XIII век, Бартоломей из Мессины, с греческого, Сицилия, ок. 1260
  - De Plantis или De Vegetabilibus (сейчас приписывается Николаю Дамаскину, I в. н. э.): Альфред из Сарешела[англ.], с арабского, Испания, видимо до 1200
- Псевдо-Евклид
  - Liber Euclidis de Ponderoso et Levi (о статике): с арабского, XII век
- Гален (129—200 н. э.)
  - Разные работы: Бургундио из Пизы, с греческого, ок. 1185
  - Разные работы: Герард Кремонский и другие, с арабского, Толедо, XII век
  - Разные работы: Вильем из Мёрбеке, с греческого, 1277
- Клавдий Птолемей (II в. н. э.)
  - Альмагест: с греческого, Сицилия, ок. 1160; Герард Кремонский, с арабского, Толедо, 1175
  - Оптика: Евгений Палермский, с арабского, ок. 1154
- Александр Афродисийский (193 − 217 н. э.)
  - Комментарий к Метеорологике: Вильем из Мёрбеке, с греческого, XIII в.
  - De Motu et Tempore: Герард Кремонский, с арабского, Толедо, XIII в.
- Прокл Диадох (412—485 н. э.)
  - Physica Elementa (De motu): с греческого, Сицилия, XII век
- Симпликий (VI в. н. э.)
  - часть Комментария к De Cælo et Mundo: Роберт Гроссетест, с греческого, XIII в.
  - Комментарий к Физике: с греческого, XIII век
  - Комментарий к De Cælo et Mundo: Вильем из Мёрбеке, с греческого, 1271